# Mairieux
 Mairieux là một xã ở tỉnh Nord ở miền bắc nước Pháp. Xã này có diện tích 6,49 kilômét vuông, dân số năm 1999 là 780 người. Xã nằm ở khu vực có độ cao trung bình 148 mét trên mực nước biển. 